# Districtul Bougara
Bougara este un district din provincia Blida, Algeria.